# Laibung

Schematische Darstellung eines Bogens:
1: Schlussstein
2: Bogenstirn/-haupt, Keilstein
3: Bogenrücken
4: Kämpfer oder Widerlager;
der Stein darüber wird als Anfänger bezeichnet, seltener auch als Kämpferstein oder Gewölbefuß
5: Bogenlaibung
6: Stichhöhe
7: Spannweite/Lichte Weite
8: Stützmauerwerk

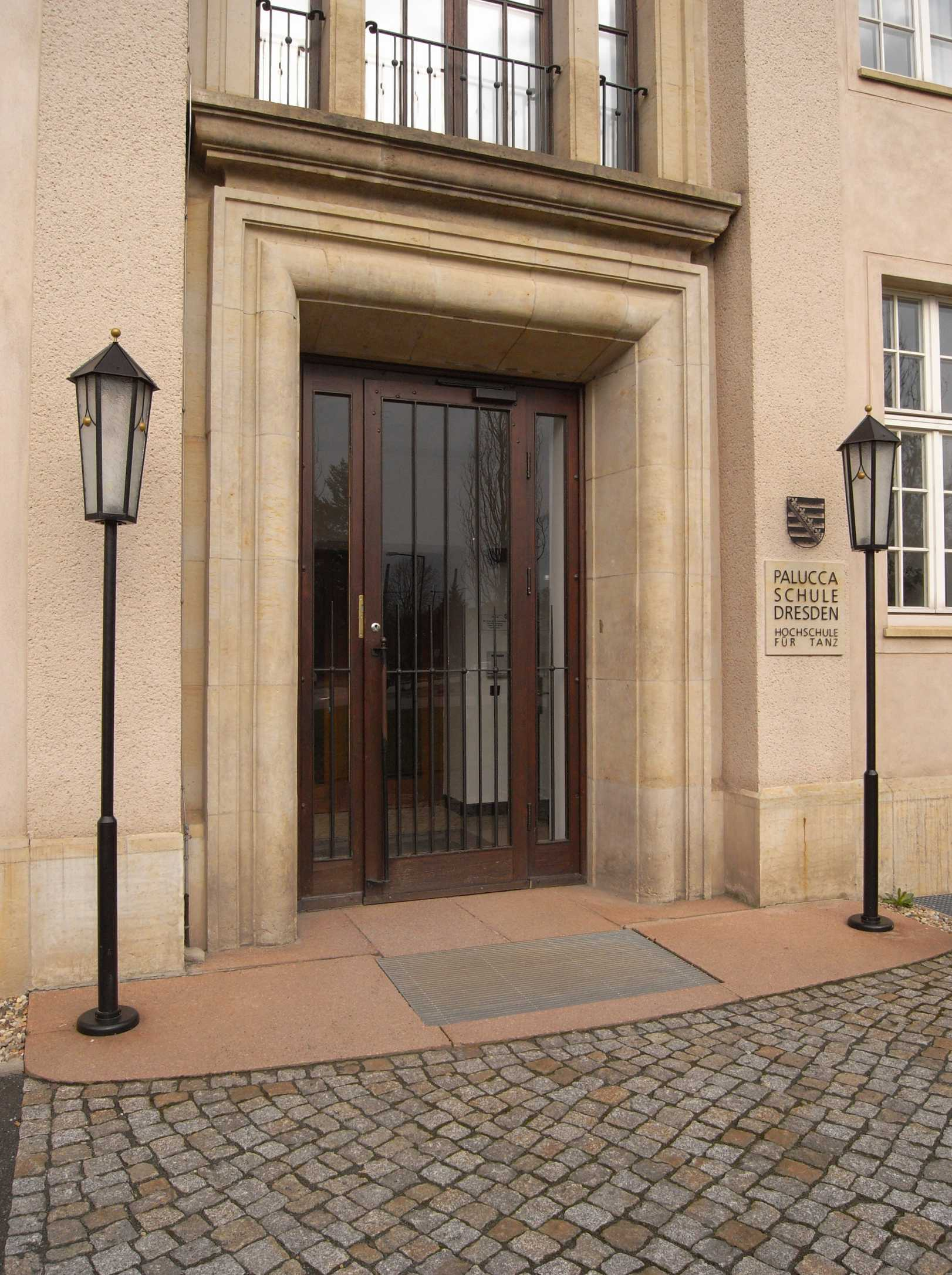
Profilierte Türlaibung aus der Nachkriegsperiode, ausgeführt in Cottaer Sandstein (Palucca Hochschule für Tanz Dresden)

Als Laibung oder Leibung werden die inneren Seiten einer Decken- oder Wandöffnung bezeichnet, die rechtwinklig zur Wandebene stehen und die Öffnung begrenzen.
Am häufigsten wird der Begriff verwendet, um die schmalen Begrenzungsflächen einer Fenster- oder Türöffnung im Mauerwerk zu bezeichnen: die Unterseite des Sturzes, das Fensterbrett bzw. die Oberseite der Brüstung sowie die beiden seitlichen Flächen, die auch als Anschläge für Fensterrahmen bzw. Türzarge ausgestaltet sein können.
Im Gegensatz zur rechtwinklig zur Fassade ausgerichteten Laibung, werden schräg in die Wandfläche geschnittene Umfassungsflächen einer Wandöffnung als Gewände bezeichnet.

## Beschreibung
Die untere waagerechte Begrenzung des Wandausschnitts ist bei Türen die Türschwelle und bei Fenstern die Brüstung. Die obere waagerechte Begrenzung heißt Sturz.
Die seitlichen konstruktiven Elemente in Natursteinfassaden und Fachwerkwänden heißen Pfosten.
Die plastisch ausgebildete oder lediglich farblich abgesetzte Umrahmung von Fenstern, Türen und anderen Öffnungen in verputzten Fassaden wird Fasche genannt.
Die Laibung dient häufig der Befestigung von Fensterrahmen und Türzargen. Eckzargen bedecken einen Teil der Laibung, während Umfassungs- bzw. Futterzargen in der Regel die gesamte Laibung des Mauerwerks überdecken und selber wieder Laibungsflächen bilden.
Bei verputzten Laibungen werden die inneren Ecken oft durch metallene Putzprofile oder aufgesetzte Eckwinkel verstärkt. Bei verkleideten Fassaden wird die Laibung oftmals mit Fassadenplatten aus Kunststoff oder Aluminium verkleidet.
Bei Bögen und Gewölben ist die Laibung die gekrümmte, über dem Kämpfer befindliche innere Bogen- bzw. Gewölbefläche, im Gegensatz zur äußeren Fläche, die Bogen- oder Gewölberücken genannt wird.

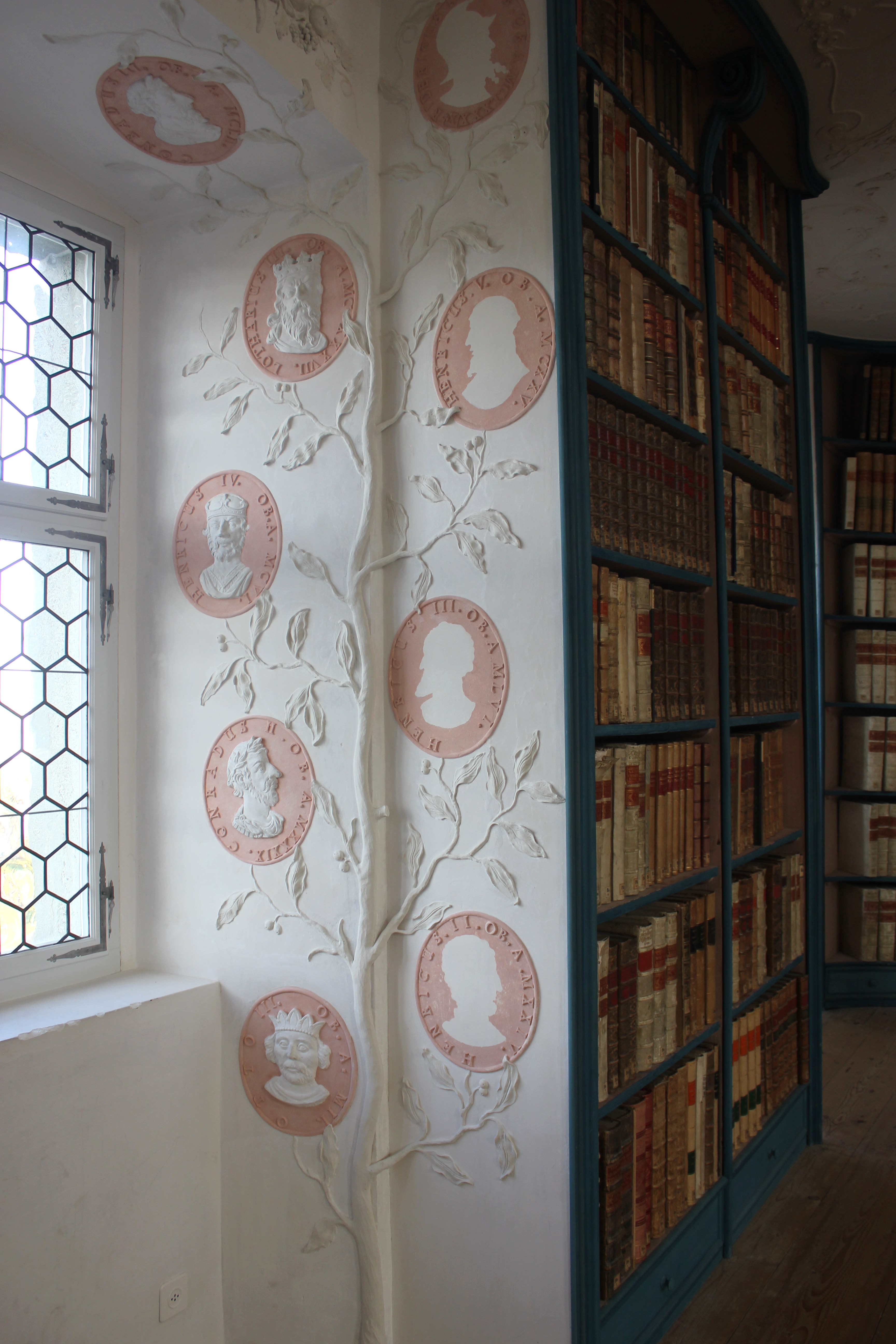
Joseph Anton Feuchtmayer, 1740: Fensterlaibung und Regalwange in der Stiftsbibliothek Einsiedeln, Bildnisse der Kaiser